# Sztuka ludu polskiego
Sztuka ludu polskiego – album autorstwa Aleksandra Jackowskiego i Jadwigi Jarnuszkiewiczowej wydany w 1967 roku w Warszawie nakładem wydawnictwa Arkady. W skład publikacji wchodzi obszerny wstęp napisany przez Aleksandra Jackowskiego, ponad pięćset fotografii różnych dzieł sztuki ludowej, katalog, mapka regionów etnicznych w Polsce oraz bibliografia przedmiotu. Nakład: 12 430 egzemplarzy.